# Eduard Schoemer
Eduard Schoemer (* 1. Juni 1881 in Josefsdorf, Böhmen, Österreich-Ungarn; † 9. September 1962 in Delmenhorst) war ein deutscher Gewerkschafter und als Politiker (SPD) Mitglied des Oldenburgischen Landtags.

## Leben

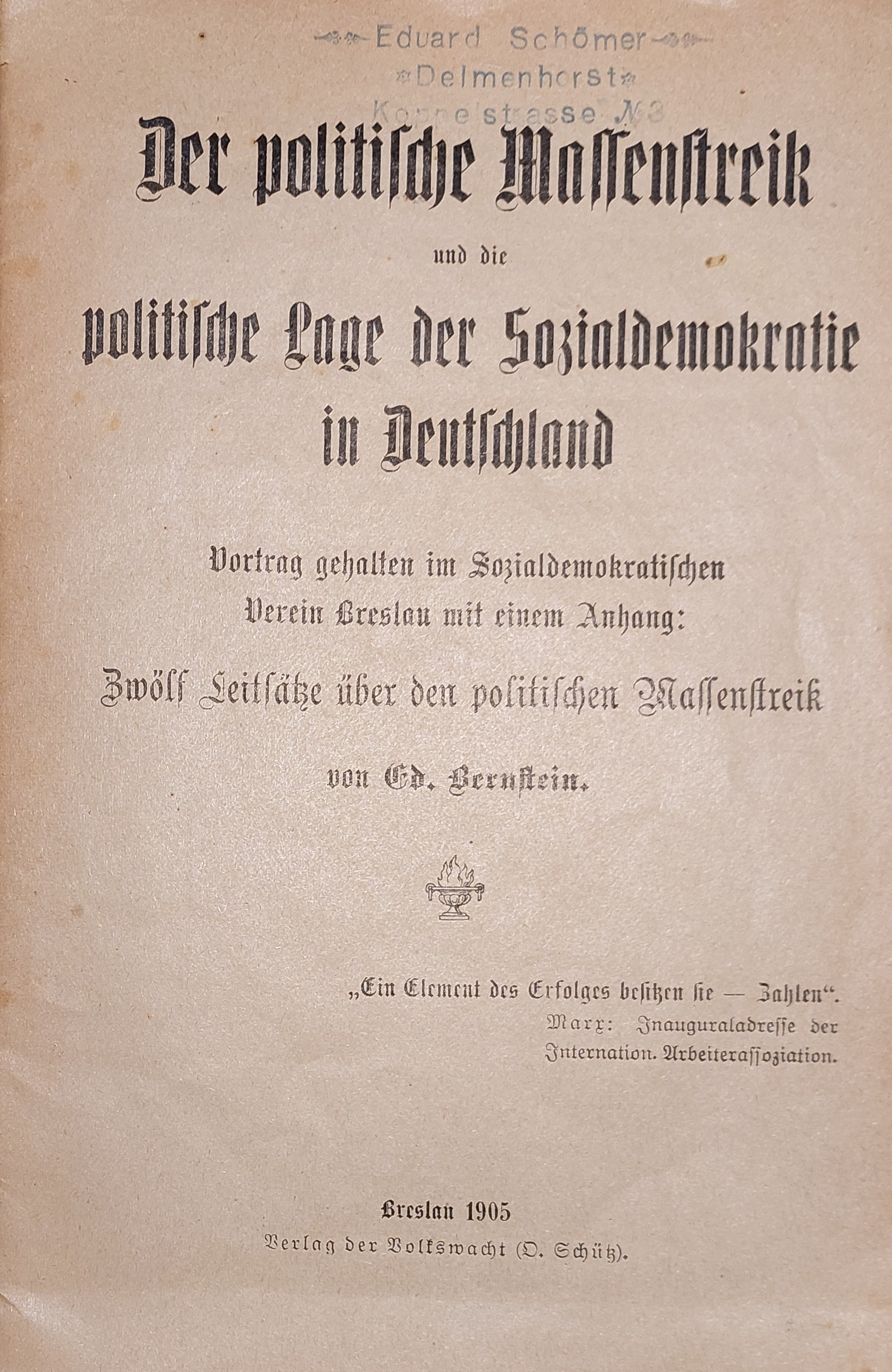
Vortrag Eduard Bernsteins (1905). Mit einem Stempel Schömers.

Schoemer war der Sohn des Fabrikarbeiters Alois Schoemer und dessen Ehefrau Theresia geb. Lorenz und kam mit seinen Eltern erstmals im Oktober 1886 nach Delmenhorst. Dort setzte er den in seiner Heimatstadt begonnenen Volksschulunterricht fort und war ab 1897 Spinnereiarbeiter bei der Hanseatischen Jutespinnerei und Weberei.
1903 trat er in die SPD ein und war ab 1. Oktober 1906 hauptamtlicher Sekretär des Textilarbeiterverbandes in Delmenhorst und weiterhin Vorsitzender des örtlichen Gewerkschaftskartells. Im selben Jahr erhielt er die Deutsche Staatsangehörigkeit. 1910 wurde er in den Stadtrat und 1919 in den Magistrat der Stadt Delmenhorst gewählt. Nach zwölfjähriger Tätigkeit beim Textilarbeiterverband wurde Schoemer am 1. Oktober 1918 Geschäftsführer des Arbeitsnachweises Delmenhorst und baute hier eine Dienststelle mit auf.
Nach dem Ende des Ersten Weltkriegs und der Novemberrevolution war Schoemer Mitglied der verfassunggebenden oldenburgischen Landesversammlung und war danach zunächst bis 1923, später dann nochmals von 1928 bis 1931 Mitglied des Landtages des Freistaats Oldenburg.
Im Oktober 1922 übernahm er den Vorsitz der SPD-Kreisvereins Delmenhorst. Aufgrund der gesetzlichen Vorschriften wurde er als Leiter des Arbeitsamtes Delmenhorst 1928 in den Reichsdienst übernommen. 1930 wurde er als Arbeitsamtsdirektor nach Goslar versetzt, sein letzter Dienstrang war Regierungsrat.
Bei der Machtergreifung der Nationalsozialisten 1933 wurde Schoemer sofort entlassen und zog nach Hamburg, wo er in bescheidenen Verhältnissen lebte. Nach Ende des Zweiten Weltkriegs kehrte er nach Delmenhorst zurück und war zunächst 2. und von 1949 bis 1958 wieder 1. Vorsitzender der örtlichen SPD-Organisation. Von 1952 bis zu seinem Tod war er außerdem Mitglied im Stadtrat und führte dort zuletzt die Fraktion seiner Partei an.

## Familie
Schoemer heiratete am 23. Juli 1904 Johanne Dorothea Werner (1881–1964) aus Bremen. Der Ehe entstammten acht Kinder.